# Кларксвілл (Нью-Гемпшир)
Кларксвілл (англ. Clarksville) — місто (англ. town) в США, в окрузі Коос штату Нью-Гемпшир. Населення — 294 особи (2020).

## Демографія
Згідно з переписом 2010 року, у місті мешкало 265 осіб у 127 домогосподарствах у складі 84 родин. Було 439 помешкань
Расовий склад населення:
| - 98,1 % — білих - 0,4 % — корінних американців |

До двох чи більше рас належало 1,5 %. Частка іспаномовних становила 0,0 % від усіх жителів.
За віковим діапазоном населення розподілялося таким чином: 13,6 % — особи молодші 18 років, 60,7 % — особи у віці 18—64 років, 25,7 % — особи у віці 65 років та старші. Медіана віку мешканця становила 53,8 року. На 100 осіб жіночої статі у місті припадало 107,0 чоловіків;  на 100 жінок у віці від 18 років та старших — 102,7 чоловіків також старших 18 років.
Середній дохід на одне домашнє господарство  становив 54 075 доларів США (медіана — 38 382), а середній дохід на одну сім'ю — 63 505 доларів (медіана — 39 792). Медіана доходів становила 41 250 доларів для чоловіків та 29 821 долар для жінок. За межею бідності перебувало 12,7 % осіб, у тому числі 13,2 % дітей у віці до 18 років та 7,5 % осіб у віці 65 років та старших.
Цивільне працевлаштоване населення становило 119 осіб. Основні галузі зайнятості: освіта, охорона здоров'я та соціальна допомога — 26,1 %, транспорт — 16,8 %, роздрібна торгівля — 14,3 %.